# نشان ملی فنلاند
نشان ملی جمهوری فنلاند تحت تأثیر نشان دوک نشین فنلاند(۱۵۸۰–۱۸۰۹) می‌باشد در کل شیر تاجدار یکی از نمادهای معمول نشان‌های ملی در شمال اروپاست این نشان جایگزین نشان رسمی جمهوری سوسیالیستی کارلو-فنلاند شوروی(۱۹۴۰–۱۹۵۶) گردید. نشان ملی فنلاند متشکل از یک شیر تاجدار بر روی سپر قرمز است که شمشیر بنیانگذار فنلاند، پادشاه اریک نهم طلایی بر روی پنجه راست شیر قرار دارد. شیر نماد مردم و قدرت فنلاند است. باتوم‌های ضربدری مارشال‌ها در پشت سپر نشان دهنده اختیاراتی است که رئیس‌جمهور فنلاند به عنوان فرمانده کل نیروهای مسلح در اختیار دارد. یقه نشان رز سفید فنلاند سپر را احاطه کرده‌است. شعار ملی بر روی یک بنر در زیر سپر نمایش داده شده‌است.

## نگارخانه

نشان رسمی دوک نشین فنلاند
نشان رسمی جمهوری سوسیالیستی کارلو-فنلاند شوروی